# لاونا
لاونا (به لاتین: Lawena) یک منطقهٔ مسکونی در لیختن‌اشتاین است.